# بودو هومباخ

بودو هومباخ (بالألمانية: Bodo Hombach) (من مواليد 19 آب 1952)، سياسي ألماني وعضو في الحزب الديمقراطي الاجتماعي (SPD) والآن مدير دار للنشر، وكان أيضا رئيس موظفي المستشارية ووزير الشؤون الخاصة في الحكومة الأولى للمستشار غيرهارد شرودر 1998-1999. ثم غير هومباخ المسار وأصبح منسق الاتحاد الأوروبي الخاص لميثاق الاستقرار لجنوب شرق أوروبا في بروكسل. وفي عام 2002 انضم بودو هومباخ لمجلس إدارة المجموعة الإعلامية WAZ، وهي شركة نشر ألمانية ناشطة دوليا.

## روابط خارجية
- بودو هومباخ على موقع مونزينجر (الألمانية)

- بودو هومباخ على موقع مونزينجر (الألمانية)